# Сутырин, Владимир Андреевич
Влади́мир Андре́евич Суты́рин (12 [25] июня 1902, Царицын, Саратовская губерния — 2 сентября 1985, Москва) — советский писатель, сценарист, кинодраматург, литературный критик, редактор, организатор кинопроизводства, партийный работник.

## Биография
По окончании реального училища в Царицыне поступил на юридический факультет Саратовского университета.
В 17-летнем возрасте вступил в РКП(б). Участник гражданской войны. С февраля 1919 года — редактор газеты «Солдат революции» 10-й армии Южного фронта, с сентября — начальник инженерного парка 39-й дивизии, с апреля 1920 года — заместитель начальника информационного отдела 11-й армии в Баку, с октября 1920 года — начальник политотдела 12-й кавалерийской дивизии, с марта 1921 года — на политработе в Закавказской армии.
Избирался делегатом X съезда РКП(б) (1921).
После демобилизации по приглашению Г. К. Орджоникидзе в мае 1925 года переведён в Закавказский крайком ВКП(б), где руководил отделом печати. Был знаком со Сталиным, в качестве личного секретаря сопровождал Л. Троцкого  в поездке по Кавказу.
Один из создателей Грузинской киностудии. Член правления Государственного кинофотообъединения «Союзкино», член Кинокомитета при СНК СССР, член правления Ощества друзей советского кино (ОДСК). Постановлением СНК от 14 апреля 1933 года был назначен заместителем начальника Главного управления кинофотопромышленности при СНК СССР. Ответственный редактор журналов «Пролетарское кино», «Советское кино», неоднократно в них публиковался. С 1928 года был знаком с М. Горьким и переписывался с ним по вопросам советской кинематографии. Близкий друг В. Киршона и А. Афиногенова.
Был одним из руководителей Российской организации пролетарских писателей (РАПП), членом секретариата Федеративного объединения советских писателей (ФОСП). В 1928—1932 годах — секретарь Всесоюзного объединения ассоциаций пролетарских писателей (ВОАПП). На Первом Всесоюзном съезде пролетарских писателей (1928) выступил с докладом «Пролетарская литература и национальный вопрос».
В конце 1933 года по рекомендации наркома внутренних дел СССР Г. А. Ягоды уехал на строительство Беломорско‑Балтийского канала начальником исправительно-трудового лагеря на Кольском полуострове. С ноября 1935 по 1937 года в звании комбрига внутренних войск возглавлял строительство Нижнетуломской ГЭС на реке Тулома в посёлке Мурмаши Мурманской области. Способствовал созданию лагерного театра «Туломская театральная экспедиция».
В 1937 году незадолго до сдачи ГЭС в эксплуатацию исключён из партии с формулировкой за активную антипартийную борьбу, уехал в Москву, оставался без работы. Затем назначен начальником стройуправления Московского водоканала.
Во время Великой Отечественной войны строил бомбоубежища и оборонительные сооружения.
После войны был восстановлен в партии и работал в Московской организации Союза писателей СССР. Ответственный секретарь кинокомиссии Союза писателей СССР. В ходе кампании по борьбе с космополитизмом обвинён министром кинематографии СССР И. Г. Большаковым в «дискредитации и поношении советской кинематографии и её лучших произведений». В 1966—1968 годах — секретарь парткома Московского отделения Союза писателей.
Автор киносценариев «На острове Дальнем…» (1957, по повести А. Борщаговского «Пропали без вести»), «Поезд в завтрашний день» (1967, совм. с А. Борщаговским) и др.
Умер и похоронен в Москве. Урна с прахом установлена в 22 колумбарии Донского кладбища.

## Семья
Жена — хирург-онколог Берта Менделевна (Михайловна) Горелик (урождённая Бляхман, 1913—2011), уроженка Креславки, которая в первом браке была замужем за писателем И. Г. Гореликом. Приёмная внучка — актриса Нина Дворжецкая.